# Tempête en mer
Tempête en mer est un tableau peint à l'huile par l'artiste flamand du XVIIe siècle Andries van Eertvelt,. Il est conservé au Musée national de Wrocław.

## Description
Le tableau représente un navire pris dans une tempête en mer et un navire qui la combat. Dans la partie centrale de la composition se trouve un trois-mâts typique de la flotte marchande hollandaise du XVIIe siècle : une flûte. Sur sa poupe, on retrouve l'emblème de la République des Provinces-Unies des Pays-Bas, un lion d'or en gros plan, et un drapeau et des fanions sur le mât. Un canot avec des survivants d'un autre navire qui coule s'approche du navire, visible dans le coin inférieur droit de la composition. L'image de l'océan, occupant un tiers de la composition, est maintenue dans des tons gris et acier ; le reste est occupé par un ciel gris couvert avec des taches bleu clair. Le seul accent de couleur vive est la figure rouge d'un naufragé accroché au mât du navire qui coule.
Selon l'historienne et conservatrice du Musée national de Wrocław, Bożena Steinborn (pl), la représentation dramatique de la scène, et avant tout « la violence des vagues, la tempête déchirant les nuages dans le ciel, la tragédie des naufragés et ses paysages sombres dans les tons vert-noir, acier et marron » indique la paternité d'Andries van Eertvelt, et son œuvre peut être datée de la période précédant le retour du peintre à Anvers en 1630.

## Interprétation

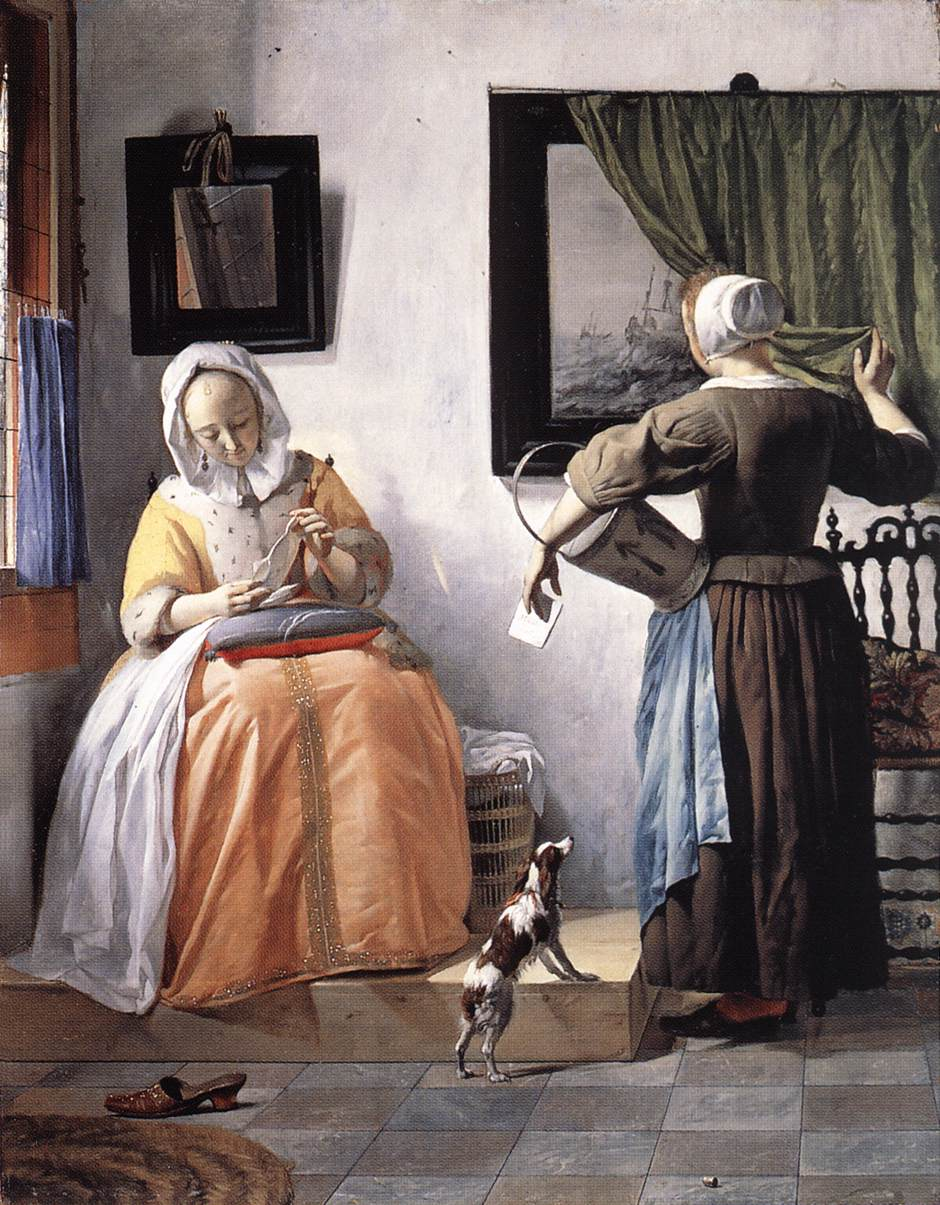
Gabriel Metsu, Femme lisant une lettre, 1662.

Le précurseur des scènes marines était l'artiste néerlandais du XVe siècle, Rogier van der Weyden, qui les faisaient apparaître en arrière-plan de ses œuvres et faisaient référence aux succès économiques des Pays-Bas et à la puissance de la mer. Des peintures sur ce sujet sont volontiers apparues dans les résidences de toutes les personnes associées à la mer : des amiraux aux représentants des sociétés commerciales d'outre-mer. En plus du sens de la gloire, ils ont acquis une signification symbolique. En plaçant ces marines dans des intérieurs de maison, les artistes semblent mettre leurs propriétaires en garde contre des dangers : « si la femme reste fidèle à son mari, il reviendra sain et sauf de son périlleux voyage ». C'est l'interprétation qu'on peut tirer du tableau Femme lisant une lettre de Gabriel Metsu .
Le contenu du tableau peut également faire référence aux guerres hispano-néerlandaises menées jusqu'en 1648.

## Provenance
Actuellement, le tableau est conservé au Musée national de Wrocław (inv. no VIII-659), où il a été transféré depuis l'entrepôt du musée, à Szklarska Poręba, en 1954.